# Znikający trup
Znikający trup (fr. Dans l’eau qui fait des bulles) – francuska czarna komedia z 1961 roku w reżyserii Maurice'a Delbeza, zrealizowana na podstawie powieści Marcela-Georgesa Prêtre pt. La chair à poissons. W jednej z głównych ról wystąpił Louis de Funès.

## Obsada
- Louis de Funès - Paul Ernzer, wędkarz, który wyławia zwłoki
- Marthe Mercadier - Georgette Ernzer, żona Paula
- Pierre Dudan - Charles Delindy, kochanek Arlette i współpracownik Jeana-Louisa
- Maria Riquelme - Arlette Preminger, żona Jeana-Louisa
- Olivier Hussenot - komisarz Guillaume
- Philippe Lemaire - Heinrich, człowiek Baumanna
- Jacques Castelot - Baumann, szef szajki złodziei
- Claudine Coster - Eléna, kochanka Baumanna
- Pierre Doris - harcerz
- Jacques Dufilho - Alphonse, grabarz
- Jocelyne Darche - Josepha, pokojówka
- Serge Davri - włóczęga
- Max Elloy - starszy wędkarz
- Philippe Clay - Jean-Louis Preminger (narrator filmu)

i inni.

## Zarys fabuły
Wędkarz Paul Ernzer wyławia przypadkowo z jeziora zwłoki mężczyzny. Okazuje się, że jest to ciało Jean-Louisa Premingera, u którego Paul miał spore długi. Paul w obawie, że zostanie oskarżony o morderstwo postanawia porzucić trupa swego znajomego i nie ujawniać sprawy. Jednak to dopiero początek zamieszania wokół zwłok Jean-Louisa.